# Neokonfuzianismus

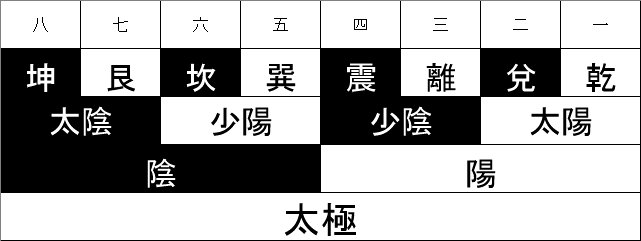
Darstellung eines Bagua von Zhu Xi

Der Neokonfuzianismus ist eine religiös-philosophische Lehre, die während der chinesischen Song-Dynastie entstand und deren Ursprünge im Konfuzianismus liegen, die jedoch auch starke Einflüsse aus Buddhismus und Daoismus aufweist. Der Neokonfuzianismus war ab der Song-Dynastie eine der beherrschenden und kulturell einflussreichen Geistesströmungen in China.
In der chinesischen Sprache gibt es diesen Begriff nicht, dort wird diese Lehre z. B. nach ihrer Entstehungszeit Songxue (chinesisch 宋學 / 宋学, Pinyin Sòng xué – „Song-Lehre“), nach ihrer ersten Hauptrichtung Lixue (理學 / 理学,  lǐxué – „Lehre vom Prinzip, Rationalismus“), nach ihrer Weiterentwicklung während der Ming-Dynastie Song-Ming Lixue (宋明理學 / 宋明理学,  Sòng-Míng lǐxué – „Song-Ming-Rationalismus“) bzw. unter Einbezug ihrer zweiten Hauptrichtung Xinli Xue (心理學 / 心理学,  xīnlǐxué – „Lehre vom Prinzip und vom Herzen“) genannt. Auf Koreanisch wird der Neokonfuzianismus Seongrihak (성리학/性理學 [səŋrihak]) genannt.
Die Begriffe, die bei den verschiedenen neokonfuzianischen Philosophen eine Rolle spielen, und im nachfolgenden erläutert werden, waren zwar alle schon in der älteren chinesischen Philosophie vorhanden, erfuhren aber im Neokonfuzianismus eine neue Gewichtung und Ausdeutung.

## Der frühe Neokonfuzianismus
Ein eindeutiges Charakteristikum des frühen Neokonfuzianismus ist ein besonderes kosmologisches Interesse, in dem sich die Nähe zum Daoismus zeigt. Der erste Vertreter dieser Richtung war der Gelehrte Zhou Dunyi (1017–1073), der gelegentlich auch als „Begründer“ des Neokonfuzianismus angesehen wird. Vorläufer des Neokonfuzianismus, an die in der Song-Zeit wieder angeknüpft wurde, findet man bereits zur früheren Han-Zeit, in der die sogenannte Neutext-Schule bereits einen das Religiöse mit einbeziehenden Konfuzianismus vertreten hatte. Dieses hanzeitliche Gedankensystem ist hauptsächlich mit Dong Zhongshu (179–104) verbunden. Ein tangzeitlicher Vorläufer des Neokonfuzianismus war der berühmte Gelehrte Han Yu.
Den Kern von Zhou Dunyis Lehre bildete ein daoistisches Diagramm, das er von einem Priester geschenkt bekommen hatte. In einem erklärenden Text zum Diagramm betont er, dass das Grenzenlose (Wuji) gleichzeitig die höchste Grenze (Taiji) ist und durch Bewegung und Ruhe Yin und Yang erschafft. Der Heilige wähle den Zustand der Ruhe, einen Zustand ohne Verlangen, und mache ihn zum höchsten Prinzip, wodurch er den höchsten Maßstab für die Menschheit setze. In dem Begriff der Grenzenlosigkeit und dem Anklang an Nichtsein und Ruhe, lassen sich die Einflüsse von Daoismus und Buddhismus erkennen. Der Grund, warum die neokonfuzianischen Lehren trotz ihrer Nähe zu diesen Religionen dem Konfuzianismus zugeordnet werden, liegt darin, dass sich die Vertreter dieser Richtung in ihrer Argumentation auf klassische konfuzianische Schriften bezogen, wobei hier das Yijing und seine Kommentare besonders hervorzuheben sind.
Auch der zweite frühe neokonfuzianische Philosoph, Shao Yong (1011–1077), beschäftigte sich mit kosmologischen Fragestellungen, insbesondere mit numerologischen Spekulationen über den Aufbau des Kosmos, die später auch eine große Rolle für die daoistische Wahrsagekunst spielten. Hierbei veränderte er die früheren Spekulationen wesentlich und verlieh ihnen einen größeren Zuschnitt.
Den Übergang von einer kosmologisch orientierten zu einer ontologisch orientierten Philosophie stellt Zhang Zai (1020–1077) dar. Er trat mit einem philosophischen System hervor, das sich als „materialistisches Denken“ kategorisieren lässt. Sein Grundbegriff ist dabei das Qi, der als eine Art Ätherstoff einen allumfassenden Stellenwert hat. Bei Zhang Zai verschwindet die Vorstellung vom Nichtsein (vgl. Shunyata, Nirwana) und er setzte das Qi mit all jenen Begriffen in Verbindung, die bis dahin die höchste transzendente oder immanente Realität bezeichnet hatten, nämlich Dao, Taiji und Taixu („große Leere“). Für Zhang Zai stellt das All ein unabänderliches, jedoch in zwei Aggregatzuständen existierendes Sein dar, die höchste Leere als Formlosigkeit und die daraus resultierende geformte Welt. Mit dieser Annahme negierte Zhang Zai das Nichtsein, stellte jedoch den Menschen in einen umfassenden Zusammenhang mit dem übrigen Kosmos, mit dem er dieser Lehre gemäß untrennbar verbunden ist.

## Der spätere Neokonfuzianismus und Zhu Xi

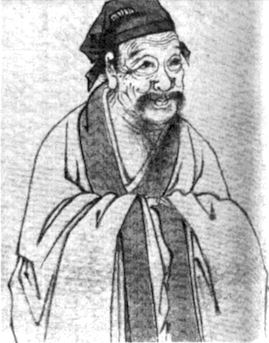
Zhu Xi

In der nächsten Generation der Neokonfuzianer treten besonders die Brüder Cheng Hao (1032–1085) und Cheng Yi (1033–1107) hervor, die den Begriff des Li („Ordnungsprinzip“) als wichtigsten Begriff dieser Lehre etablierten. Li wurde sowohl als kosmologisches und ontologisches, als auch als Moralprinzip aufgefasst. Es bildet den Wesensgrund des Seins, aber auch die Strukturordnung des individuellen Seins. Ein weiterer in Bezug auf die neokonfuzianische Ethik wichtiger Begriff stellt für Cheng Hao die bereits von Konfuzius hochgeschätzte Menschlichkeit (ren) dar, die aber bei Cheng die Konnotation von Liebe bekommt und eine alles Seiende verbindende Qualität darstellt. Für Cheng Yi ist die menschliche Natur im Sinne von Mengzi als Produkt des Li uneingeschränkt gut, jedoch besitzt der „Ätherstoff“ (Qi) einen indifferenten Charakter und ist so für Unvollkommenheiten, die ‚Böses‘ hervorbringen, verantwortlich, da aus ihm das „Material“ oder die „Befähigung“ (cai) hervorgeht, aus dem der individuelle Mensch besteht. Mit dieser Differenzierung bekam auch die bei Cheng Hao noch im Vertrauen auf die alles verbindende Liebe aufgebaute Idee von Selbstkultivierung und Erziehung bei Cheng Yi einen anderen Akzent. Cheng Yi legt sein Augenmerk auf Jing (wörtlich „Ehrfurcht“), das Achtgeben oder Ernstnehmen der in ihrer Eigenart völlig unterschiedlichen Dinge und Wesen.
Der bei Cheng Yi erwähnte Begriff „Erforschung der Dinge“ entstammt einem Kapitel des Ritualklassikers Liji. Zusammen mit einem anderen Kapitel des Liji bildeten nun Das Große Lernen (大學 / 大学,  dàxué) und Mitte und Maß (Zhong Yong) zusammen mit dem Buch Mengzi und den „Gesprächen des Konfuzius“ (Lunyu) die „Vier kanonischen Bücher“ (Si Shu) des Konfuzianismus.
Innerhalb der neokonfuzianischen Strömung kam es alsbald zur Differenzierung von zwei Richtungen, deren eine oft als rationalistisch bezeichnet wird, und deren andere als intuitionalistisch eingeordnet wurde.
Der wichtigste Vertreter der rationalistischen Richtung (理學 / 理学,  Lĭxué – „Lehre vom Prinzip“) war Zhu Xi (1130–1200) mit der „Cheng-Zhu-Schule“ (程朱[理]學 / 程朱[理]学,  Chéng-Zhū [lĭ]xué). Zhu Xi vollzog die endgültige Ablösung des Ordnungsprinzips (Li) vom Ätherstoff (Qi) und gab ihm einen metaphysischen Sinn, da er das Ordnungsprinzip als „oberhalb der Gestaltungsebene“ (vgl. Platonische Idee) ansah und das Höchste, Taiji, als das allumfassende Li betrachtete. Zhu Xis Idee vom ewigen und allumfassenden Ordnungsprinzip wird in ihrem Einfluss mitverantwortlich gemacht für eine Akzentverschiebung in der chinesischen Kultur, die eine Verlangsamung der Entwicklung der chinesischen Gesellschaft zur Folge hatte.
Die idealistische Xinxue-Richtung (心學 / 心学,  Xīnxué – „Lehre des Herzens“) des Neokonfuzianismus kritisierte jedoch Zhu Xis Dualismus und richtete sich gegen die Spaltung des „Gemütsbewusstseins“ (xin, wörtlich Herz, aber auch Verstand). Der prominenteste Vertreter dieser Richtung ist Lu Jiuyuan (1139–1193). Er vertrat einen Glauben an die Zusammenfassung von Zeit und Raum im individuellen Herzen oder Gemütsbewusstsein (xin), durch welche das Individuum am Ganzen, der kosmischen Einheit, teilhat.

## Der Neokonfuzianismus zur Zeit der Ming-Dynastie

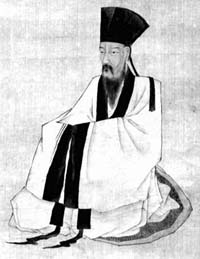
Wang Shouren

Während der Ming-Zeit war der Neokonfuzianismus die beherrschende Staatsideologie, was sich bis in die Qing-Zeit fortsetzte.
Zur Zeit der Ming gewann die idealistische Richtung die Oberhand und als ihr bedeutendster Vertreter zu dieser Zeit gilt der Gelehrte und Politiker Wang Shouren (1472–1529, genannt Wang Yangming) mit der „Lu-Wang-Schule“ (chinesisch 陸王[心]學 / 陆王[心]学, Pinyin Lù-Wáng [xīn]xué). Wang identifizierte sowohl das „Wesen“ (xing) als auch das „Herz“ (xin) mit dem Ordnungsprinzip (li) und übernahm die Auffassung von „Menschlichkeit“ (ren) als alle Dinge und Wesen verbindende Liebe. Wang betont, dass erst das Erkennen des Menschen der Außenwelt Gestalt gebe, und dass das „angeborene Wissen“ (liang zhi, wörtlich: gutes Wissen) zwangsläufig zu gutem Handeln führe. Wang Shouren hatte eine buddhistisch beeinflusste Erziehung genossen und sich in Chan-Meditation geübt, so dass seine Philosophie starke Einflüsse dieser Richtung zeigt.
In der Nachfolge Wang Shourens bildeten sich die verschiedensten Denkrichtungen und Schulen heraus (siehe Sieben Schulen der Wang-Yangming-Lehre), die alle ihren Ursprung auf die Philosophie Wangs zurückführten. Grob erfassen kann man drei Richtungen, deren erste der realistischen Schule zuzurechnen ist, und die versuchte, die Balance in Bezug auf Selbstkultivierung und Verpflichtungen Staat und Gesellschaft gegenüber zu halten, deren zweite stark zum Chan geneigt war und am Ende fast in diesem aufging. Der bedeutendste Vertreter dieser zweiten Richtung, der Longxi-Schule, Wang Ji, nahm an, die Drei Lehren seien ein und dasselbe. Die dritte Richtung, die Taizhou-Schule, hatte bedeutende Vertreter in Wang Gen (1483–1540), ihrem Gründer, und später Li Zhi (1527–1602), der den traditionalistischen Konfuzianismus angriff und einen ungehemmten Naturalismus, Egalitarismus, Subjektivismus und Spontaneität predigte.

## Mandschu-Zeit und Niedergang des Konfuzianismus
In der Folgezeit wandten sich die neokonfuzianischen Philosophen jedoch verstärkt den Wurzeln ihrer Philosophie zu und relativierten die idealistische Sichtweise. Vertreter dieser wieder verstärkt materialistischen Richtungen waren
Huang Zongxi, Wang Fuzhi und Gu Yanwu (1613–1682). In den Arbeiten des letzteren lässt sich durch diese Hinwendung zu früheren Strömungen ein neues Phänomen entdecken, nämlich das Aufkommen eines wissenschaftlichen Ansatzes. Gu beschäftigte sich mit Themen wie Epigraphik, Phonetik, historischer Geographie, aber auch mit lebensnahen Themen wie der Eröffnung von Bergwerken und der Entwicklung von Privatbanken. Dabei zeichnete sich ab, dass er sozusagen eine neue, induktive Methode aufbrachte, deren wichtigster Begriff kaozheng, der Beweis, wurde. Infolgedessen trat an die Stelle der Hermeneutik die Textkritik, eine neue wichtige Richtung der chinesischen Gelehrsamkeit im 18. und 19. Jahrhundert. Durch diese Textkritik entdeckte man den Han-zeitlichen Konfuzianismus wieder und eine neue Schule, die Han-Schule entstand, die drei Jahrhunderte lang mit der an Zhu Xi orientierten Song-Schule konkurrierte.
Um die Wende vom 19. zum 20. Jahrhundert vollzog sich dann innerhalb von etwas mehr als einem Jahrzehnt der Umschlag vom Konfuzianismus zu einer Art Antikonfuzianismus. Einer der letzten Vertreter der traditionellen chinesischen Philosophie, die gleichsam mit ihm endete, war Kang Youwei (1858–1927), der erfolglos versuchte, den Konfuzianismus als Staatsreligion zu etablieren.

## Neokonfuzianismus außerhalb Chinas
In Korea, das den Konfuzianismus schon sehr früh importiert hatte, sind besonders Yi Hwang (1501–70) und Yi I (1536–84) hervorzuheben, die die Lehren des chinesischen Neokonfuzianismus studierten und weiterentwickelten. In der Folgezeit entwickelten sich in Korea unterschiedliche Schulen, die sich teilweise stark bekämpften, was auch Auswirkungen auf die innenpolitische Entwicklung hatte.
In Japan spielte der Konfuzianismus schon seit der Han-Dynastie eine Rolle, wurde aber erst im 17. Jahrhundert unter dem Tokugawa-bakufu zur Gelehrtenbildung. Neben der Kogaku (古学), die eher am herkömmlichen Konfuzianismus und dem Studium seiner Texte orientiert war, übernahm Japan die zwei chinesischen Hauptströmungen des Neokonfuzianismus: die Shushigaku (朱子学, von chin. Lu-Wang (li)xue) und die Yōmeigaku (陽明学, von chin. Yangming (xin)xue). Bedeutende Vertreter des Neokonfuzianismus in Japan waren Fujiwara Seika (藤原惺窩; 1561–1619), Hayashi Razan (林羅山; 1583–1657), Nakae Tōju (中江藤樹; 1608–1648), Yamazaki Ansai (山崎闇斎; 1618–1682), Kumazawa Banzan (熊沢蕃山; 1619–1691), Kinoshita Jun’an (木下順庵; 1621–1698), Kaibara Ekken (貝原益軒; 1630–1714), Arai Hakuseki (新井白石; 1657–1725), Muro Kyūsō (室鳩巣; 1658–1734), Miwa Shissai (三輪執斎; 1669–1744), Miura Baien (三浦梅園; 1723–1789), Ōshio Chūsai (大鹽中齋; 1794–1837) und Satō Issai (佐藤一斎; 1772–1859). Aus dem japanischen Neokonfuzianismus entstanden vom 17. bis ins 19. Jahrhundert eigenständige Schulen, von denen manche bedeutenden Einfluss auf die geistesgeschichtliche Entwicklung im frühmodernen Japan hatten, darunter z. B. Kokugaku und Mitogaku. Außerdem spielten neokonfuzianische Gelehrte eine große Rolle in der Kritik der Religion in Japan, wobei der Buddhismus oft abwertend und indigene, nicht-buddhistische Traditionen oft aufwertend beurteilt wurden (vgl. Shinbutsu-Shūgō).
Der Neokonfuzianismus spielte auch eine Rolle im Gebiet des heutigen Vietnam, wozu aber noch wenig wissenschaftliche Literatur vorliegt.